# Rhaconotus ochus
Rhaconotus ochus är en stekelart som beskrevs av Nixon 1941. Rhaconotus ochus ingår i släktet Rhaconotus och familjen bracksteklar. Inga underarter finns listade i Catalogue of Life.